# Notre-Dame du Vœu
La statue de Notre-Dame du Vœu est une statue de la Vierge à l'Enfant sculptée en 1777 par Félix Lecomte en remplacement d'une précédente statue honorée sous ce vocable depuis le XIVe siècle à la suite de l'arrêt de la vague de peste noire qui avait atteint Rouen en 1348. 
Notre-Dame du Vœu se trouve dans la chapelle Sainte-Marguerite de la cathédrale de Rouen.

## Description
Félix Lecomte réalisa la statue actuelle en remplacement de la précédente, en bois, qui datait du XIVe siècle. Selon une tradition courante dans la France d’Ancien Régime, le visage de la Vierge fut sculpté à l’effigie de la Reine, en l’occurrence Marie-Antoinette.

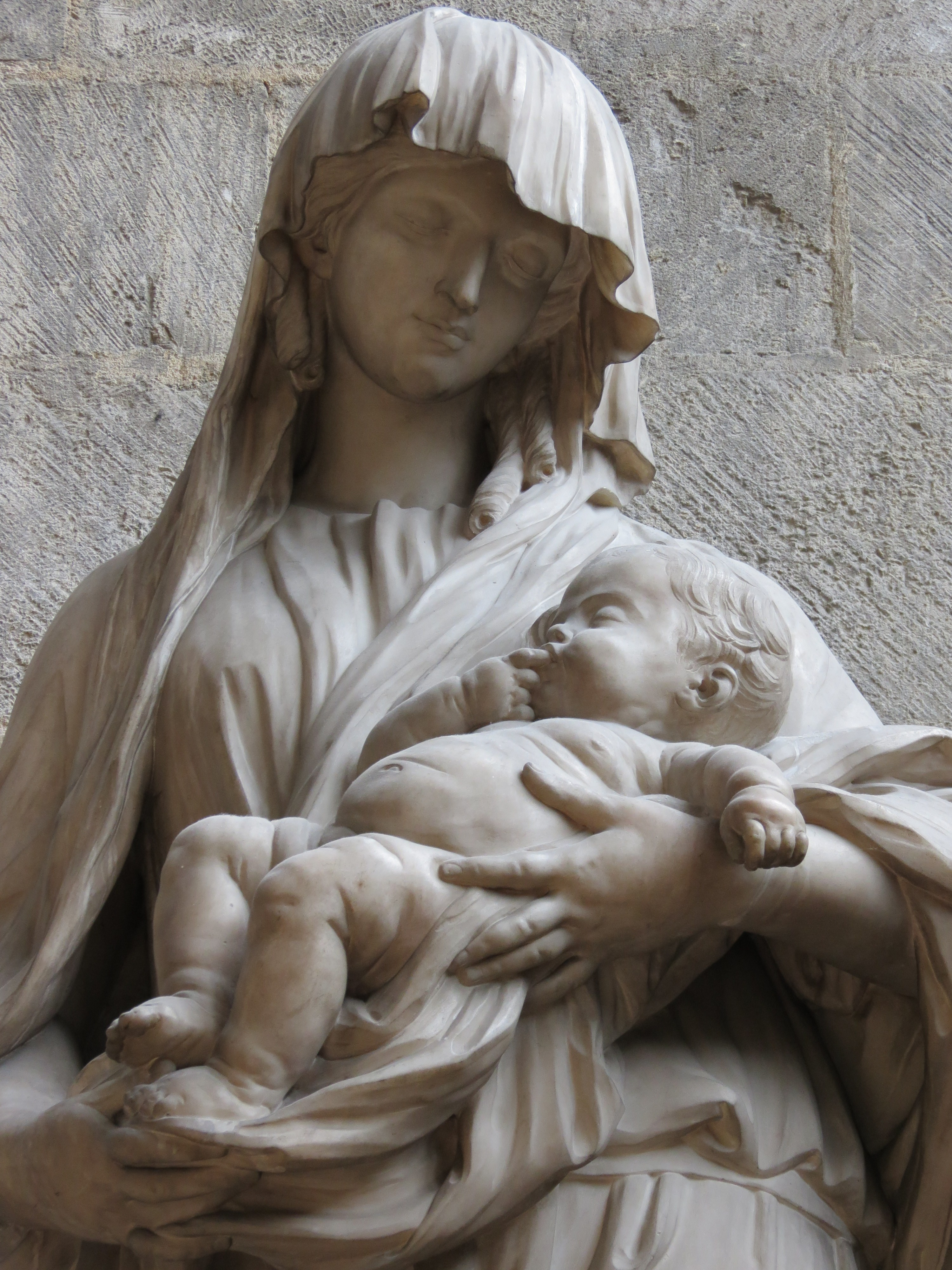
Notre-Dame du Vœu, détail.

### Notre-Dame du Vœu et la peste
Devant la statue, un cierge constamment allumé est une tradition réputée datant du XIVe siècle par laquelle la ville de Rouen remercie la sainte Vierge de ce que l'épidémie de peste noire de 1348 cessa de sévir à Rouen après qu'une neuvaine à la Vierge fut effectuée dans la cathédrale. La tradition veut que le cierge doive rester toujours allumé pour Rouen soit protégée de ce fléau.

## Culture
La posture de la Vierge dans la statue Notre-Dame du Vœu se retrouve dans la Vierge à l'Enfant de l'église Saint-Christophe de Coubron (Seine-Saint-Denis), la figure et l'apparence de l'Enfant Jésus y sont cependant tout à fait différentes.